# Tinea calycodes
Tinea calycodes är en fjärilsart som beskrevs av Edward Meyrick 1910. Tinea calycodes ingår i släktet Tinea och familjen äkta malar. Inga underarter finns listade i Catalogue of Life.